# C20orf27
C20orf27 (англ. Chromosome 20 open reading frame 27) – білок, який кодується однойменним геном, розташованим у людей на короткому плечі 20-ї хромосоми. Довжина поліпептидного ланцюга білка становить 174 амінокислот, а молекулярна маса — 19 291.
| 10         |  | 20         |  | 30         |  | 40         |  | 50         |
| ---------- |  | ---------- |  | ---------- |  | ---------- |  | ---------- |
| MAAANKGNKP |  | RVRSIRFAAG |  | HDAEGSHSHV |  | HFDEKLHDSV |  | VMVTQESDSS |
| FLVKVGFLKI |  | LHRYEITFTL |  | PPVHRLSKDV |  | REAPVPSLHL |  | KLLSVVPVPE |
| GYSVKCEYSA |  | HKEGVLKEEI |  | LLACEGGTGT |  | CVRVTVQARV |  | MDRHHGTPML |
| LDGVKCVGAE |  | LEYDSEHSDW |  | HGFD       |  |            |  |            |

A: Аланін

C: Цистеїн

D: Аспарагінова кислота

E: Глутамінова кислота

F: Фенілаланін

G: Гліцин

H: Гістидин

I: Ізолейцин

K: Лізин

L: Лейцин

M: Метіонін

N: Аспарагін

P: Пролін

Q: Глутамін

R: Аргінін

S: Серин

T: Треонін

V: Валін

W: Триптофан

Кодований геном білок за функцією належить до фосфопротеїнів. 
Задіяний у таких біологічних процесах, як ацетилювання, альтернативний сплайсинг. 